# 摩爾根 (中華民國政治人物)
摩爾根（1909年11月8日—1958年5月），蒙古族，哲里木盟（今内蒙古自治区通遼市）人。中華民國政治人物，曾任第一屆監察委員，1949年随中华民国政府到台湾，1958年逝世。